# Gálicz Péter
Gálicz Péter (Budapest, 2000. június 25. –) világbajnoki bronzérmes magyar úszó.

## Sportpályafutása
2018 júliusában a máltai Sliemában rendezett junior nyílt vízi úszó-Európa-bajnokságon a 18-19 éves fiúk 10 km-es versenyében a 4. helyen ért célba. Szeptemberben az izraeli Eilatban rendezett junior nyílt vízi úszó-világbajnokságon az U19-esek 5 km-es csapatversenyében (Rohács Réka, Vas Luca, Fábián Milán) 6. helyen végzett.
2019. augusztus elején a csehországi Račicében rendezett junior nyílt vízi úszó-Európa-bajnokságon a 18-19 éves fiúk 10 kilométeres versenyében bronzérmes lett.
2021 májusában a Budapesten rendezett Európa-bajnokságon 10 kilométeren 17., 25 kilométeren 8. lett.
2022. június végén a budapesti világbajnokságon 25 kilométeren bronzérmet szerzett.